# Khaled al-Asaad
Khaled al-Asaad (àrab: خالد الأسعد, Ḫālid al-Asʿad) (Palmira, 1 de gener de 1932 – Palmira, 18 d'agost de 2015) fou un arqueòleg sirià, encarregat durant més de 40 anys de la direcció del jaciment de Palmira, a Síria. El maig de 2015, en el context de la Guerra civil siriana, Palmira va caure sota control del grup armat Estat Islàmic, fet que provocà la captura del reputat arqueòleg. Khaled al-Asaad fou executat per Estat Islàmic el 18 d'agost d'aquell mateix any.
Nascut a Palmira el 1932, al-Asaad es va fer càrrec de la direcció del jaciment arqueològic entre 1963 i 2003, moment en què es va jubilar. Entre altres projectes, va col·laborar amb la UNESCO i la Comissió Europea en temes relacionats amb Palmira. Els descobriments més importants en què participà foren la descoberta de la intersecció més gran de la ciutat, així com de tombes diverses al voltant de les restes arqueològiques. Davant els anuncis de l'arribada de les tropes d'Estat Islàmic, va ajudar a evacuar les peces més rellevants del museu del jaciment.
A més de les seves tasques de direcció, al-Asaad va escriure més de 20 llibres relacionats amb Palmira i la Ruta de la Seda; també era expert en arameu, idioma del qual en va traduir diversos textos fins al 2011. Al llarg de la seva vida rebé honors a França, Polònia i Tunísia.

## Distincions rebudes
- Polònia – Orde del Mèrit de la República de Polònia (1998)[8]

## Obra

### Selecció de publicacions
- Asaad, Khaled. Nouvelles découvertes archéologiques en Syrie (en francès).  Damascus: Direction général des antiquités et des musées, 1980. OCLC 602249622.; 2nd edition 1990.
- Asaad, Khaled; Bounni, Adnan. Palmyra. Geschichte, Denkmäler, Museum (en alemany).  Damascus: Direction général des antiquités et des musées, 1984.
- Gawlikowski, Michael; Asaad, Khaled. Palmyra and the Aramaeans. 7.  Oxford: The ARAM Society for Syro-Mesopotamian Studies, 1995. OCLC 68075497.
- Asaad, Khaled «Restoration Work at Palmyra». ARAM Periodical, 7, 1, 1995, pàg. 9–17. DOI: 10.2143/ARAM.7.1.2002213. OCLC: 4632456923.
- Asaad, Khaled; Yon, Jean-Baptiste (2001), Inscriptions de Palmyre. Promenades épigraphiques dans la ville antique de Palmyre (= Guides archéologiques de l'Institut Français d'Archéologie du Proche-Orient Bd. 3). Institut Français d'Archéologie du Proche-Orient, Beirut 2001, ISBN 2-912738-12-1.
- Asaad, Khaled; Schmidt-Colinet, Andreas (eds) (2013), Palmyras Reichtum durch weltweiten Handel. Archäologische Untersuchungen im Bereich der hellenistischen Stadt. 2 vols. Holzhausen, Vienna 2013, ISBN 978-3-90286-863-3, ISBN 978-3-90286-864-0.